# Die große Sünderin (Film)
Die große Sünderin ist ein deutsches Stummfilm-Drama aus dem Jahre 1914 mit Henny Porten in der Hauptrolle. Regie führte Curt A. Stark.

## Handlung
Grace de Bernouilly ist eine leidenschaftlich liebende und aufopferungsbereite Ehefrau. Doch ihr Mann, Hermann de Bernouilly, ein Tunichtgut, ist ein Spieler und betrügt sie. Grace ist sogar bereit, für die Liebe ihres Lebens zu stehlen. Da muss sie eines Tages feststellen, dass ausgerechnet ihre Freundin Amèlie von Sanden die Geliebte ihres nutzlosen Gatten ist. Wütend schleudert Grace ihm ihren Zorn ins Gesicht und macht Hermann klar, was sie alles für ihn getan habe, um ihn ständig aus seinen selbstverschuldeten Schwulitäten zu retten, dass sie ihrer Liebe willen für ihn zur großen Sünderin geworden sei. Doch ihr Gatte hat für seine Frau nur Hohnlachen übrig und wirft sie aus dem Haus. Schließlich findet Grace in dem edlen Baron von Bärfeld einen verständnisvollen Tröster.

## Produktionsnotizen
Die große Sünderin entstand im Frühjahr 1914 im Messter-Filmatelier in Berlins Blücherstraße 32. Der Film passierte im April 1914 die Filmzensur und erlebte seine Uraufführung am 8. Mai 1914. Der Film war drei Akte lang. 
Porten und Stark waren zu dieser Zeit ein Ehepaar.

## Kritik
„Sie spielt wieder eine Rolle von ganz persönlicher Note. Ganz Weib, voll Hingebung und Selbstaufopferung. (…) Henny Porten und ihr Ensemble spielt ein erstklassiges Gesellschaftsdrama, das gesehen werden will. (…) Hans Hyan hat ein sehr geschicktes Szenarium für diesen Kriminalroman geschrieben, in welchem die Herren Steinbeck und Aldor und Frl. Manny Ziener verdienstlich mitwirken.“